# Herbert Barrera
Herbert Antonio Barrera Romero (Usulután, 28 aprile 1987) è un ex calciatore salvadoregno, di ruolo attaccante.

## Carriera

### Club
Comincia a giocare al Topilztin. Nel 2006 si trasferisce all'Espíritu Santo. Nel gennaio 2008 viene acquistato dal Luis Ángel Firpo, in cui milita fino al 2010.

### Nazionale
Convocato per la Gold Cup 2009, debutta in Nazionale il 7 luglio 2009, in El Salvador-Canada (0-1). Rimane la sua unica presenza in Nazionale.

## Statistiche

### Cronologia presenze e reti in Nazionale
| Cronologia completa delle presenze e delle reti in nazionale ― El Salvador | Cronologia completa delle presenze e delle reti in nazionale ― El Salvador | Cronologia completa delle presenze e delle reti in nazionale ― El Salvador | Cronologia completa delle presenze e delle reti in nazionale ― El Salvador | Cronologia completa delle presenze e delle reti in nazionale ― El Salvador | Cronologia completa delle presenze e delle reti in nazionale ― El Salvador | Cronologia completa delle presenze e delle reti in nazionale ― El Salvador | Cronologia completa delle presenze e delle reti in nazionale ― El Salvador |
| Data                                                                       | Città                                                                      | In casa                                                                    | Risultato                                                                  | Ospiti                                                                     | Competizione                                                               | Reti                                                                       | Note                                                                       |
| -------------------------------------------------------------------------- | -------------------------------------------------------------------------- | -------------------------------------------------------------------------- | -------------------------------------------------------------------------- | -------------------------------------------------------------------------- | -------------------------------------------------------------------------- | -------------------------------------------------------------------------- | -------------------------------------------------------------------------- |
| 7-7-2009                                                                   | Columbus                                                                   | El Salvador                                                                | 0 – 1                                                                      | Canada                                                                     | Gold Cup 2009                                                              | -                                                                          | 88’                                                                        |
| Totale                                                                     |                                                                            | Presenze                                                                   | 1                                                                          |                                                                            | Reti                                                                       | 0                                                                          |                                                                            |